# Dialithocidaris
Dialithocidaris is een geslacht van zee-egels uit de familie Arbaciidae.

## Soorten
- Dialithocidaris gemmifera A. Agassiz, 1898